# Yura (Schiff)
Die Yura (japanisch 由良) war ein Leichter Kreuzer der Nagara-Klasse der Kaiserlich Japanischen Marine, der in den 1920er Jahren gebaut wurde und im Zweiten Weltkrieg zum Einsatz kam. Der Kreuzer wurde am 25. Oktober 1942 nach schweren Gefechtsschäden von der Besatzung aufgegeben.

## Geschichte

### Bau
Der Bauauftrag für die spätere Yura wurde an die Marinewerft in Sasebo vergeben. Diese legte den Rumpf am 21. Mai 1920 auf Kiel und der Stapellauf erfolgte am 15. Februar 1922, die Indienststellung am 20. März 1923.

### Einsatzgeschichte

#### China
Die Yura wurde 1932 unter dem Kommando von Tanimoto Matarō als Teil der „Sentai 3“ als Reaktion auf den ersten Shanghai-Zwischenfall nach China entsandt und leistete in der Schlacht um Shanghai bis zum 20. März Feuerunterstützung für japanische Bodentruppen um die Wusong Festung. Anschließend musste sie in Japan repariert werden, da das Abfeuern ihrer eigenen Geschütze zuvor zu Schäden am Schiff geführt hatte und man die Struktur des Decks um die Artillerie verstärken musste.

#### 1941
Im November 1941 wurde die Yura der südlichen Flotte zugewiesen und nach Sanya auf Hainan verlegt. Sie eskortierte japanische Truppentransporte nach Malaya und war an der Suche nach der britischen Schlachtschiffgruppe Force Z beteiligt. Von der Yura begleitete Truppentransporter landeten bei der japanischen Invasion Borneos in Miri und bei Lutong sowie in Seria Truppen an.

#### 1942
Ab Januar war der Kreuzer zur Jagd auf Schiffe eingesetzt, die versuchten vor der Schlacht um Singapur aus dem Hafen Singapurs zu fliehen. Im Februar war sie dabei an der Versenkung oder Aufbringung mehrerer Schiffe beteiligt, darunter das britische Kanonenboot Scorpion und das bewaffnete Handelsschiff Vyner Brooke. Im März nahm die Yura an Admiral Ozawas Vorstoß in den Indischen Ozean teil, wo sie zur Eskorte um den Flugzeugträger Ryūjō gehörte.
Nach einer Überholung in Sasebo im Mai 1942 wurde die Yura der Flotte für die Operation MO zugeteilt und verlegt nach Truk. Bei den japanischen Einsätzen um Guadalcanal wurde sie am 25. November bei den Shortland-Inseln durch den Treffer einer amerikanischen Fliegerbombe leicht beschädigt. Am 18. Oktober wurde sie vom US-amerikanischen Uboot Grampus angegriffen und erhielt einen Torpedotreffer, der sich aber als Blindgänger erwies.
Zur Unterstützung eines japanischen Landangriffs auf Henderson Field wurde die Yura mit anderen Schiffen zum Beschuss der amerikanischen Bodentruppen abkommandiert. Ohne Informationen darüber, dass die Amerikaner das Flugfeld noch immer hielten und für Flugoperationen nutzen, bewegte sich die japanische Flotte bei Tageslicht am 25. Oktober nördlich von Guadalcanal, wo sie von fünf Douglas-SBD-Sturzkampfbombern überrascht wurde. Die Yura erhielt zwei Volltreffer, wobei einer ihrer Maschinenräume volllief. Mit verminderter Geschwindigkeit von 14 Knoten fiel sie zurück, und Kapitän Sato Shiro plante, das Schiff bei einer Insel auf den Strand zu setzen. Wenig später wurde der Kreuzer jedoch von weiteren SBDs und vier Bell-P-39-Jagdflugzeugen angegriffen, denen sechs Boeing-B-17-Bomber folgten, die ihr drei weitere Treffer beibrachten. Das Schiff war nicht mehr zu steuern und brannte stark, so dass man sich entschied, die Überlebenden der Mannschaft um 18:30 Uhr auf einen Zerstörer zu bringen und die Yura zu versenken. Das Schiff zerbrach nach Torpedotreffern der Zerstörer Harusame und Yūdachi und sank bei 8° 15′ S, 159° 57′ O. 135 Besatzungsmitglieder waren getötet oder verwundet worden.

## Technik und Modifizierungen
Bereits im Zuge einer ersten Modernisierung vom Sommer 1933 bis Januar 1934 entfernte man die 8-cm-L/40-Typ-11-Flugabwehrkanone der Yura und nahm an ihrer Stelle zwei 13,2-mm-Typ-93-Zwillingsmaschinengewehre an Bord. Unmittelbar vor den Brückenturm wurde auf eine Plattform ein 13,2-mm-Typ-93-Vierling gesetzt und beide 6,5 mm Typ 3 wurden durch zwei einzelne Lewis-Maschinengewehre ersetzt. Weiter entfernte man das Flugzeughangar aus dem Brückenaufbau und richtete im frei gewordenen Raum Quartiere für Stabspersonal ein. Das Katapult für das Seeflugzeug wurde auf den achtern Aufbau zwischen die hinteren beiden 14-cm-Geschütze versetzt.

## Name
Die Yura war das erste Kriegsschiff einer japanischen Marine, das diesen Namen trug. Benannt nach dem Fluss Yura in nähe von Kyōto.

## Liste der Kommandanten
| Nr. | Name                                | Beginn der Amtszeit | Ende der Amtszeit | Bemerkungen |
| --- | ----------------------------------- | ------------------- | ----------------- | ----------- |
| 1.  | Unbekannt                           | 20. März 1923       | 1. November 1926  |             |
| 2.  | Kapitän zur See Toyoda Soemu        | 1. November 1926    | 15. November 1927 |             |
| 3.  | Unbekannt                           | 15. November 1927   | 10. Dezember 1928 |             |
| 4.  | Kapitän zur See Otagaki Tomisaburo  | 10. Dezember 1928   | 1. November 1929  |             |
| 5.  | Kapitän zur See Wada Senzo          | 1. November 1929    | 1. Dezember 1930  |             |
| 6.  | Unbekannt                           | 1. Dezember 1930    | 1. Dezember 1931  |             |
| 7.  | Kapitän zur See Tanimoto Matarō     | 1. Dezember 1931    | 1. Dezember 1932  |             |
| 8.  | Unbekannt                           | 1. Dezember 1932    | 15. Juni 1933     |             |
| 9.  | Kapitän zur See Sugiyama Rokuzō     | 15. Juni 1933       | 15. November 1933 |             |
| 10. | Unbekannt                           | 15. November        | 1. November 1934  |             |
| 11. | Kapitän zur See Wakabayashi Seisaku | 1. November 1934    | 25. Oktober 1935  |             |
| 12. | Unbekannt                           | 25. Oktober 1935    | 15. November 1938 |             |
| 13. | Kapitän zur See Ichioka Hisashi     | 15. November 1938   | 1. November 1939  |             |
| 14. | Unbekannt                           | 1. November 1939    | 1. September 1941 |             |
| 15. | Kapitän zur See Miyoshi Teruhiko    | 1. September 1941   | 20. April 1942    |             |
| 16. | Kapitän zur See Sato Shiro          | 20. April 1942      | 25. Oktober 1942  |             |